# Einar Telander
Karl Einar Telander, född 4 maj 1918 i Oskarshamns församling i Kalmar län, död 14 september 1996 i Lidingö församling i Stockholms län, var en svensk ingenjör, gallerist och formgivare.
Einar Telander hade en civilingenjörsexamen i botten och verkade inom Gränges rederi från 1947 till 1977. Där innehade han olika chefsbefattningar samt utformade och inredde malm- och oljefartyg för Flottan. På senare år gick han i spetsen för ett återskapande av en avsomnad högmastad snabbrörlig segelskuta som använts i Roslagens nyttotrafik under hundratals år, vilket resulterade i museifartyget Sofia Linnea.
Vidare var han formgivare av silverföremål för vilket han innehade auktoriserad stämpel. Han finns representerad vid vid Nationalmuseum. Kyrksilver designad av Einar Telander finns både hos Svenska Kyrkans församlingar i Sverige och hos sjömanskyrkor i Rio de Janeiro, Middlesbrough och Narvik. Han ägde Galleri Telander i Gamla Stan, Stockholm, där han fortlöpande ordnade högklassiga konsthantverksutställningar.
Einar Telander gifte sig första gången 1946 med Rut Irma "Jane" Andersson (1924–1967) och fick barnen Mats (1947–2013), Marie (född 1948), Magnus (född 1949) och Martin (född 1951). Andra gången gifte han sig 1971 med skribenten och översättaren Kajsa Telander (född 1919).
Han är begravd på gamla delen av Lidingö kyrkogård.